# Rutilus atropatenus
Rutilus atropatenus es un pez  de agua dulce de la familia Cyprinidae del orden Cypriniformes, cuyos machos pueden llegar alcanzar los 9,5 cm de longitud total.
Se encuentra distribuido por el territorio que ocupaba la antigua URSS.